# Ubaldo Ragona
Ubaldo Ragona, né le 1er décembre 1916 à Catane et mort le 15 août 1987 à Rome, est un réalisateur et un scénariste de cinéma italien. Il est surtout connu pour l'adaptation au cinéma avec Sidney Salkow du roman Je suis une légende de Richard Matheson.

## Biographie
Ubaldo Ragona a été directeur de la revue de cinéma Passo ridotto,.
Ses premiers longs-métrages sont des documentaires, tournés respectivement dans la vallée du Nil et dans les Antilles.
C'est le frère de Claudio Ragona, directeur de la photographie de plusieurs films, parmi lesquels Le Procès de Vérone, Mesdames et messieurs bonsoir et Passion d'amour.

## Filmographie

### Comme réalisateur
- 1955 : L'arte di El  Greco - court-métrage
- 1955 : Il fiume dei Faraoni - documentaire
- 1957 : Baldoria nei Caraibi - documentaire
- 1964 : Je suis une légende (L'ultimo uomo della Terra)
- 1966 : L'Amour et le péché (Vergine per un bastardo)

### Comme réalisateur de roman-photo
- 1966 : Hôtel de luxe Roman-photo avec George Hilton, Franco Lantieri, Antonella Judica, Françoise Caublot, Franco Tribuni, dans Magazine International n°4 de Juin 1966, revue mensuelle de photoromans et de variétés en français et en anglais

### Comme scénariste
- 1957 : Baldoria nei Caraibi - documentaire
- 1964 : Je suis une légende (L'ultimo uomo della Terra)
- 1966 : L'Amour et le péché (Vergine per un bastardo)